# Konstantin Iwanowitsch Konstantinow

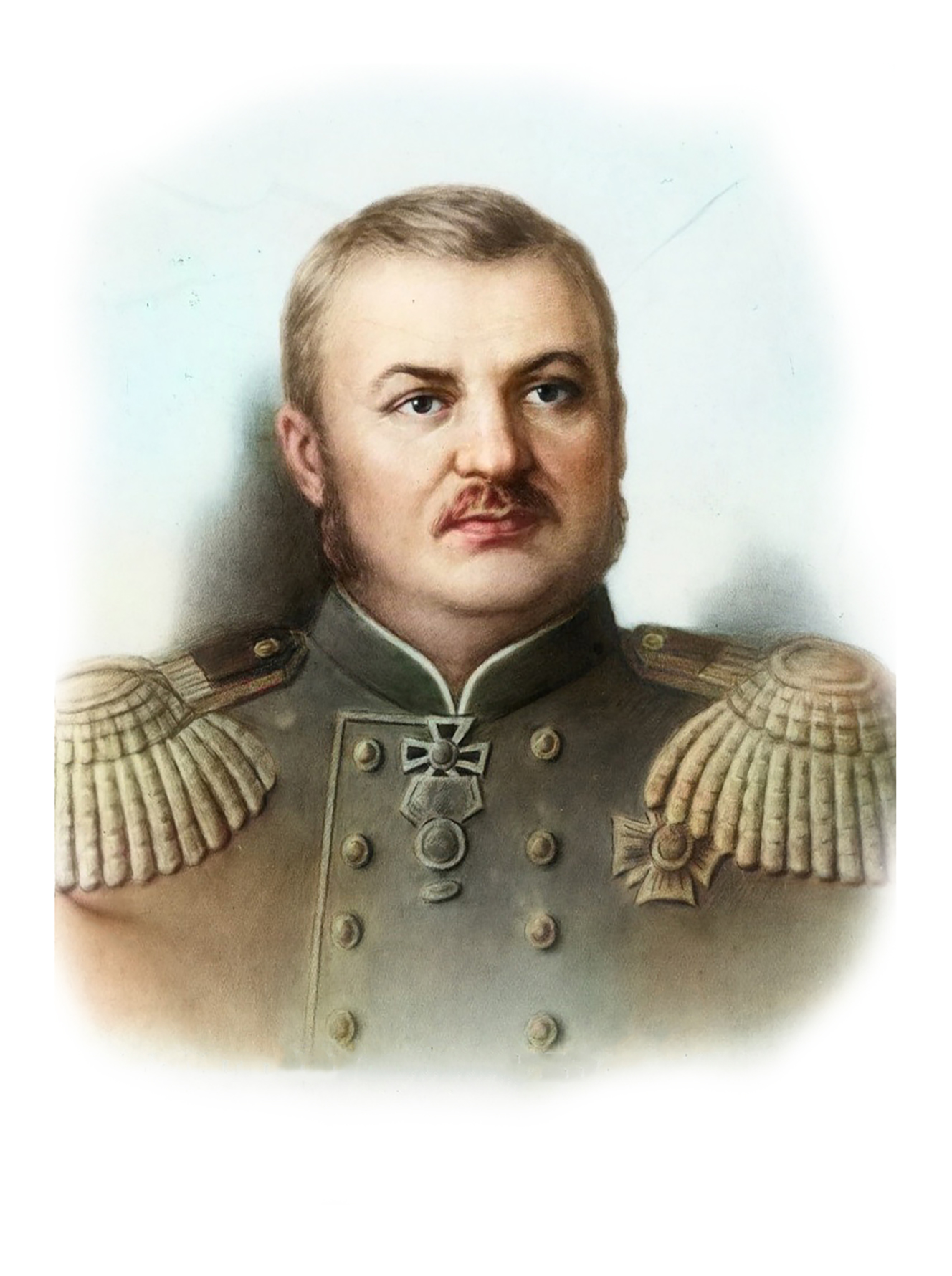
Konstantin Iwanowitsch Konstantinow (1858)

Konstantin Iwanowitsch Konstantinow (russisch Константин Иванович Константинов; * 6. Apriljul. / 18. April 1818greg. in Warschau; † 12. Januarjul. / 24. Januar 1871greg. in Nikolajew) war ein russischer Artillerieoffizier der Kaiserlich Russischen Armee, Ingenieur und Raketenpionier.

## Leben
Konstantinow war der uneheliche Sohn des Großfürsten und Statthalters des Königreichs Polen Konstantin Pawlowitsch und der französischen Schauspielerin Clara-Anna de Loran. Da der Großfürst Konstantin Pawlowitsch in seinen zwei Ehen kinderlos blieb, scheute er bei der Erziehung seiner unehelichen Kinder keine Ausgaben, so dass die Kinder Konstantin und Konstanzia Musikunterricht vom jungen Chopin im Warschauer Belvedere erhielten. Der Adjutant des Großfürsten Fürst Iwan Alexandrowitsch Golizyn diente als Pflegevater der Kinder. Als während des polnischen Novemberaufstands Großfürst Konstantin Pawlowitsch Polen verließ und 1831 in Witebsk an der Cholera starb, begab sich Fürst Golizyn mit dem Pflegesohn Konstantin Iwanowitsch und dessen Mutter De Loran nach St. Petersburg.
Im Januar 1834 wurde Konstantinow als Junker in die St. Petersburger Michailartillerieschule aufgenommen. Er war Student bei Georg von Wessel und schloss das Studium 1836 als Viertbester ab. Er studierte dort dann weiter in den höheren Klassen, die später die Michailartillerieakademie wurden.
1838 wurde Konstantinow Kommandeur der Meisterschule für Pulver- und Salpeterangelegenheiten (heute Pyrotechnikschule). 1840 wurde er zum Erwerb weiterer Kenntnisse ins Ausland geschickt. Bis 1844 informierte er sich über die Artillerie in Österreich-Ungarn, England, Belgien, den Niederlanden, Preußen und Frankreich. Während dieser Reise machte er seine erste Erfindung, indem er mit Hilfe Charles Wheatstones und Louis Clément François Breguets ein elektroballistisches Gerät baute. Dazu erfand er ein Chronoskop zur Messung kleiner Zeitintervalle. Nach seiner Rückkehr 1844 entwickelte er an der Meisterschule für Pulver- und Salpeterangelegenheiten eine Methode zur Messung der Geschwindigkeit von Artilleriegeschossen. Er führte pyrotechnische Verbesserungen ein, so ein pyrotechnisches Photometer und eine neue Fallschirmform für Leuchtraketen. Ab 1846 arbeitete er sich in die Raketentechnik ein. Sein erster Beitrag auf diesem Gebiet war eine Pioniertat: ein Pendel zur Messung der Beschleunigung einer Rakete. Bei der Vorführung des Pendels auf dem Raketenschießplatz auf dem St. Petersburger Wolkowofeld wurde die Genauigkeit der Messungen und die einfache Auswertung von den Mitgliedern des Militärwissenschaftskomitees bewundert.
1849 wurde Konstantinow Chef der Pulverfabrik an der Ochta (Nebenfluss der Newa), in der er eine Raketenabteilung einrichtete. Dort baute er militärische Raketen des Kalibers 106 Millimeter und Raketenwerfer für den gleichzeitigen Abschuss von 36 Raketen. Ab 1850 führte er Untersuchungen zur Vergrößerung der Reichweite und Verbesserung der Zielgenauigkeit der Raketen durch. Im März 1850 wurde Polkownik Konstantinow durch Allerhöchsten Ukas zum Kommandeur der St. Petersburger Raketenfabrik ernannt, die das erste russische Industrieunternehmen für die Produktion von Militärraketen war. 1853–1855 wurden mehrere Tausend Raketen für den Einsatz im Krimkrieg produziert. 1855 wurde er zur Abwehr einer möglichen feindlichen Landung mit einer Raketentruppe nach Reval geschickt. Im gleichen Jahr wurde der Artillerieleutnant Graf Lew Nikolajewitsch Tolstoi aus Sewastopol in die St. Petersburger Raketenfabrik versetzt, und darauf war er häufig Gast in Konstantinows Haus.
Ab 1853 wuchs Konstantinows Interesse an der Luftfahrt. Im Artilleriejournal erschien sein Artikel über Ballons und deren Verwendung. Mit seiner gründlichen Arbeit über die Luftfahrt stellte er erstmals in der russischen Presse die Geschichte dieser neuen Wissenschaft vor. Darin zog er als Erster auch die Verwendung von Raketen zur Bewegung und Steuerung von Ballons in Betracht. 1857 veröffentlichte er eine Analyse aller Vorschläge für die Unterwasserschifffahrt, darunter auch die Vorschläge des Ingenieurgenerals Karl Andrejewitsch Schilder für die Verwendung von Raketen auf dem weltweit ersten Ganzmetall-U-Boot. 1857–1858 informierte Konstantinow sich im Ausland über den Stand der Raketentechnik. Während dieser Zeit entwickelte er das Projekt einer neuen Raketenfabrik für die automatisierte Raketenherstellung, das die Prüfung durch die kaiserliche Sonderkommission bestand. Er reiste wiederholt nach Frankreich, um Ausrüstungen für die neue Fabrik zu bestellen. Als Standort für die neue Fabrik wählte er die Stadt Nikolajew aus.
1860 hielt Konstantinow an der Michailartillerieakademie eine Vorlesung über Militärraketen. 1861 wurde die Vorlesung in Paris auf Französisch veröffentlicht. 1864 wurde die Vorlesung aus dem Französischen ins Russische übersetzt und in Russland veröffentlicht. Das Buch war die weltweit erste grundlegende Monografie über diese Technik. Konstantinow erhielt dafür den Preis der Michailartillerieakademie.
1861 wurde Konstantinow zum Generalleutnant befördert. 1862 stellte er ein neues Raketensystem vor mit 2-Zoll-Rakete, Raketenwerfer und Luntenspieß, das nach Genehmigung von der russischen Armee übernommen wurde. Ab 1864 leitete er den Bau der neuen Raketenfabrik in Nikolajew. Ab 1867 lebte er in Nikolajew, um die Arbeiten unmittelbar leiten zu können. Er gründete dort eine Abteilung der Russischen Chemischen Gesellschaft und wurde ihr erster Vorsitzender. Er brachte seine riesige persönliche Bibliothek nach Nikolajew und auch die Mehrzahl seiner Geräte. Im Nikolajewer Boten veröffentlichte er eine Reihe von Artikeln. Ende 1870 war der Bau der neuen Raketenfabrik noch nicht vollständig abgeschlossen, so dass Konstantinow die Eröffnung nicht mehr erleben konnte.
Ein Buch über den Raketenpionier Konstantinow verfasste 1948 Iwan Issidorowitsch Gwai, der an der Entwicklung des Raketenwerfers Katjuscha beteiligt war. 2003 gab die Post der Ukraine eine Konstantinow-Gedenk-Briefmarke heraus. In Moskau gibt es eine Konstantinow-Straße.
Nach Konstantinow wurde der Mondkrater Konstantinov benannt.

## Ehrungen, Preise
- Orden des Heiligen Wladimir IV. Klasse und Prämie von 2000 Silberrubel (1844) für die Entwicklung eines elektroballistischen Geräts
- Orden der Eisernen Krone II. Klasse (1852)
- Russischer Orden der Heiligen Anna II. Klasse (1853) für die Vorstellung der russischen Artillerie in Wien[2]
- Orden des Heiligen Wladimir III. Klasse (1855)
- Sankt-Stanislaus-Orden I. Klasse (1859) für das Projekt einer neuen Raketenfabrik
- Kommandeurskreuz des Ordens vom Niederländischen Löwen (1859)
- Orden de Isabel la Católica (1859)
- Russischer Orden der Heiligen Anna I. Klasse (1862)
- Großkreuz des Friedrichs-Orden (1864)[2]
- Kommandeurskreuz der Ehrenlegion (1864)